# Revúca (distrikt)
Revúca Distrikt (okres Revúca) er et distrikt i regionen Banská Bystrica i det centrale Slovakiet. Distriktet blev oprettet i 1996. 60% af distriktets areal består af skov. Revúca Distrikt består af 42 kommuner, hvoraf tre har bystatus. I distriktet ligger en del af nationalparken Muránska planina. Industri ligger hovedsageligt i de større byer Revúca - Lubeník - Jelšava, ellers dominerer handel og landbrug økonomien. Administrationen af distriktet ligger i byen Revúca, ligesom hovedsædet for nationalparken. Samlet set er den økonomiske udvikling i distriktet under Slovakiets gennemsnit.

## Kommuner
- Držkovce
- Gemer
- Gemerská Ves
- Gemerské Teplice
- Gemerský Sad
- Hrlica
- Hucín
- Chvalová
- Chyžné
- Jelšava
- Kameňany
- Leváre
- Levkuška
- Licince
- Lubeník
- Magnezitovce
- Mokrá Lúka
- Muráň
- Muránska Dlhá Lúka
- Muránska Huta
- Muránska Lehota
- Muránska Zdychava
- Nandraž
- Otročok
- Ploské
- Polina
- Prihradzany
- Rákoš
- Rašice
- Ratková
- Ratkovské Bystré
- Revúca
- Revúcka Lehota
- Rybník
- Sása
- Sirk
- Skerešovo
- Šivetice
- Tornaľa
- Turčok
- Višňové
- Žiar